# Mari Krajmbreri
Mari Krajmbreri (Mezi fanoušky je nazývaná zdrobnělinou Krajmerami, vlastním jménem Marina Vadimovna Žadan), je ruská zpěvačka, autorka písní ukrajinského původu. Poprvé se proslavila písní 16. července Смогу ли я без тебя (Zvládnu to bez tebe), který sklidil velký úspěch na sociálních sítích. Další její velmi úspěšné písně Мне так хорошо (Cítím se dobře) a Океан (Oceán), byly v rozhlasových stanicích přehrány více než milionkrát.
Zpěvačka je nositelkou řady hudebních ocenění МУЗ-ТВ, RU.TV, ZD Awards, MTV EMA. Dvojnásobný vítěz hudební ceny Золотой граммофон (Zlatý gramofon) stanice Ruskoje rádio.

## Životopis

### 1992-2010: dětství a dospívání vznik pseudonymu
Mari Krajmbreri se narodila 21. srpna 1992 ve městě Krivoj Rog. Skutečné jméno skladatelky a básnířky je Marina Vadimovna Žadan. Uměleckou přezdívku si vymyslela ve 13 letech. Od těch dob bere svoji uměleckou přezdívku Mari Krajmbreri jako své rodné iniciály. V té době začala psát poezii. V roce 2007 s pomocí svého bratra Olega, který působil jako producent, vydala sbírku básní Наедине с небом (Sám s nebem).
Od čtyř let vystupovala na jevišti jako sólistka v dětské taneční skupině. V 15 letech utrpěla zranění kolena a to ji zhatilo plány stát se tanečnicí, a proto se začala věnovat choreografii.
Po absolvování Krivorožské všeobecné (ОШ № 124 КГС ДО) nastoupila na vysokou školu Institutu podnikového hospodářství (ИДА) na fakultu ekonomiky a managementu, katedru financí a úvěru.

### 2011—2017: Začátek kariéry a vydání alba (ННКН), úspěch.

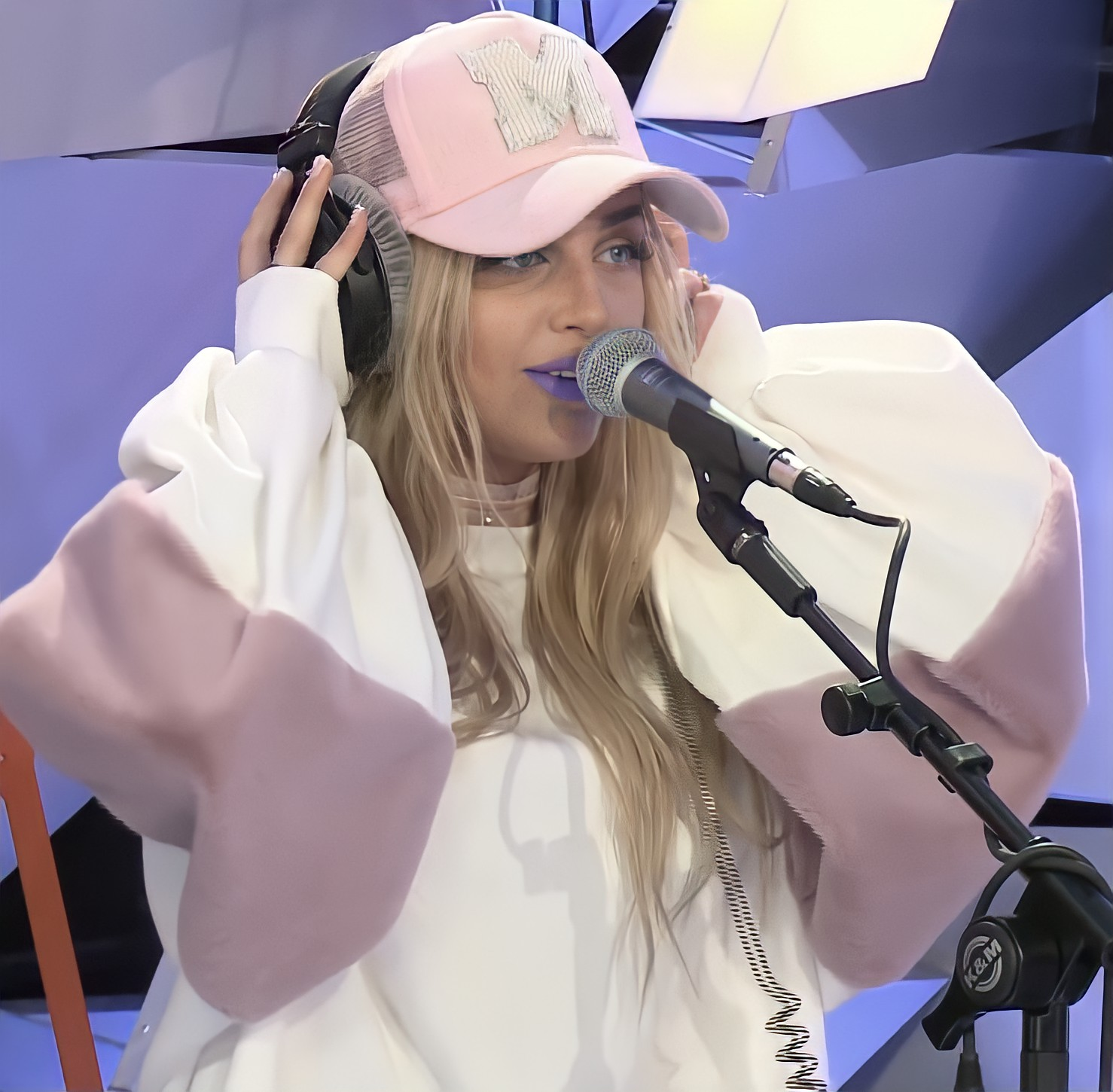
Mari Krajmbreri ve studiu rádia Strana FM 3. února 2017

Po přestěhování z Krivého Rohu do Moskvy za svým přítelem získala práci choreografky v produkčním centru.
Po rozchodu se svým přítelem se Mari obrátila na vedení produkčního centra a nabídla svoji práci na nějakou dobu zdarma za možnost nahrávek písní ve studiu.
V 19 letech začala Mari Krajmbreri pracovat jako skladatelka a napsala píseň pro skupinu 5sta Family za 2000 dolarů, která sice nikdy nevyšla, ale to ji neodradilo a začala psát písně také pro sebe. Kromě psaní hudby a slov pro své projekty, je také produkuje. O svých skladbách umělkyně tvrdí, že jsou autobiografické a píše v nich o těžkých životních situacích, lásce, zradě.
7. dubna 2017 Mari Krajmbreri vydala album ННКН, které bylo velmi úspěšné a šlágrem alba se stala píseň Полюби меня пьяную (Miluj mě opilou). Album vyšlo v žánru Současné R&B a sklidilo příznivý ohlas kritiků.

### 2017: Spolupráce s Velvet Music
Umělkyně dlouho nespolupracovala s producenty do doby než ji byla nabídnuta spolupráce v ruském vydavatelství Velvet Music, která spolupracuje s umělci jako je Jolka, Zvojkij (Звонкий), Goša Kucenko (Гоша Куценко).
První počinem pod vydavatelstvím je píseň Не в адеквате (Není adekvátní). Od roku se Mari Krajmbreri začala objevovat na rozhlasových stanicích a v televize a 28. listopadu téhož roku uspořádala první velký samostatný koncert v Moskvě pod názvem Не в адеквате!: Live in Moscow (Není adekvátní!“: Živě z Moskvy).

### 2020-2021: Zlatý gramofon, album: Нас узнает весь мир (Part 1) (Nás zná celý svět (Část 1)) MTV EMA a jiné projekty
V roce 2020 umělkyně vydala dvě písně, které se styly velkým šlágrem Пряталась в ванной (Schovaná v koupelně), Океан (Oceán), které byly později zahrnuté v albu Нас узнает весь мир (Part 1) (Nás zná celý svět (Část 1)). V prosinci roku 2020 vyhrála první sošku hudební soutěže Zlatý gramofon ve své kariéře za skladbu Пряталась в ванной (Schovaná v koupelně). V roce 2021 vyhrála sošku opět, ale za skladbu Океан (Oceán). V prosinci 2020 ruské noviny Культура (Kultura) zařadily zpěvačku na 10 místo nejoblíbenějších ruských interpretů a hudební portál TopHit ji umístil v této kategorii na 12 místo.
19. března 2021 vyšlo třetí studiové album Нас узнает весь мир (Part 1) (Nás zná celý svět (Část 1)). Album bylo velmi úspěšné. Zpěvačka byla nominovaná na cenu ЖАРА Music Awards 2021 (Horké Hudební Ocenění 2021) v kategorii Zpěvačka roku a téhož roku byla nominován na cenách МУЗ-ТВ a RU.TV v kategorii nejlepší interpret.

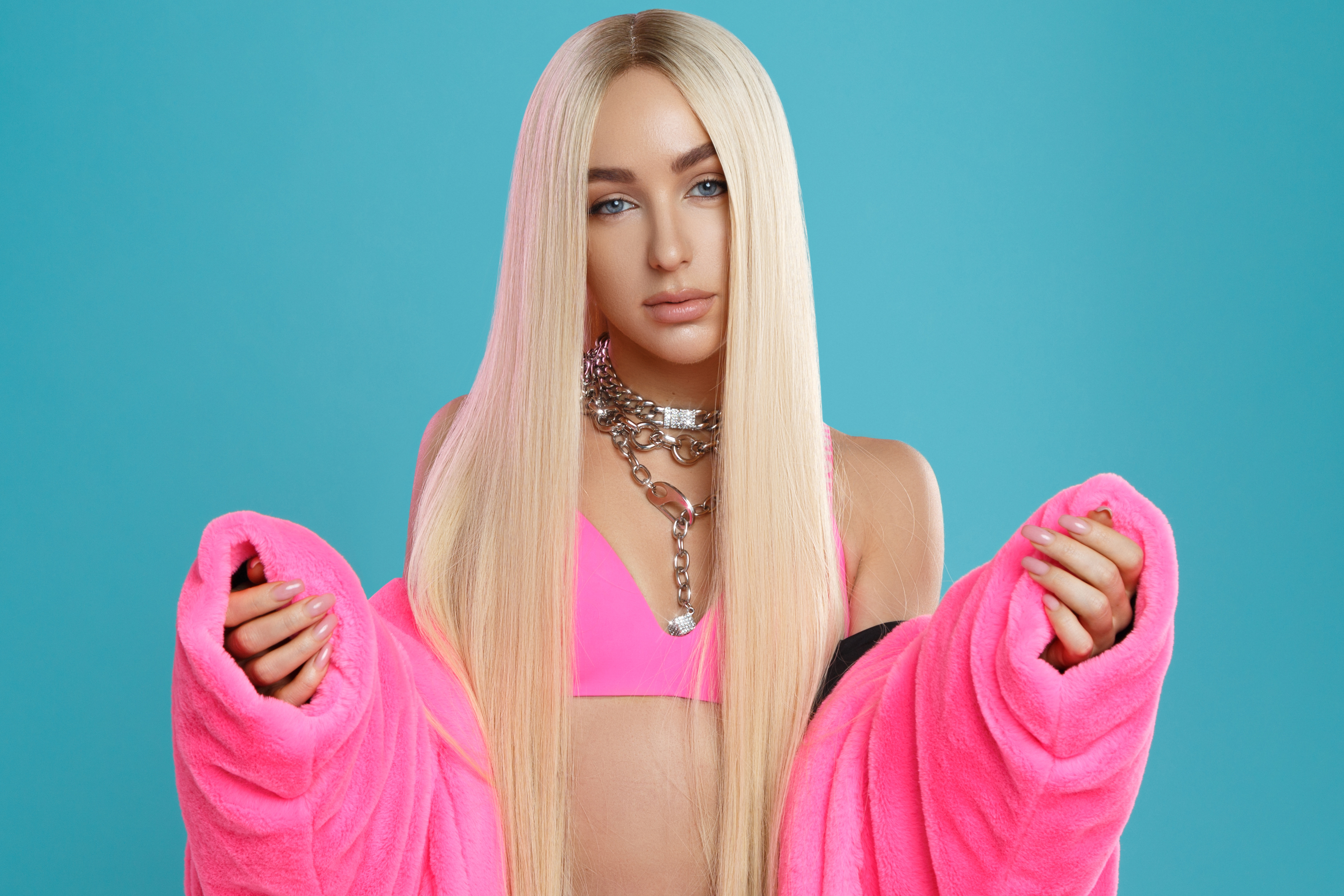
Oficiální fotka od 19. března 2021 do 1. července 2021

15. května 2021 společně s raperem ST zazpívala píseň Together (Spolu), která je hymnou hry pro mobilní telefony s názvem Mobile Legends:Bang Bang (Mobilní Legenda: Bum Bum) v ruském textovém přepracování.
30. září vyšla umělkyni debutová filmová píseň ke druhé řadě seriálu Проект „Анна Николаевна“ (Projekt „Anna Nikolajevna“). Píseň byla napsaná ve spolupráci s Ruslanom Muratovym pod názvem В разных мирах (V různých světech).
V říjnu roku 2021 získala svoji první nominaci na MTV Europe Music Awards (MTV Evropa hudební ceny) v kategorii Nejlepší ruský umělec.
Na konci roku 2021 získala Mari Krajmbreri ocenění Zpěvačka roku, který byl udělen redakcí Яндекс Музыка (Jandex.Muzika). Podle výsledků se stala nejposlouchanějším interpretem služby s více než 4,2 milióny posluchači za rok 2021.

### 2022: album Нас узнает весь мир (Part 2) (Nás zná celý svět (Část 2)), hudebně-zábavní pořad Maska
Na konci roku 2021 začala umělkyně připravovat podklady pro přípravu nového studiového alba Нас узнает весь мир (Part 2) (Nás zná celý svět (Část 2)). Nahrávky realizovala ve studiu ruského skladatele Alexandra Brašovjana.
V únoru a březnu 2022 se zpěvačka zúčastnila třetí sezóny hudebně-zábavního pořadu Maska. Vystupovala v kostýmu leoparda. Vystoupila v sedmém dílu.

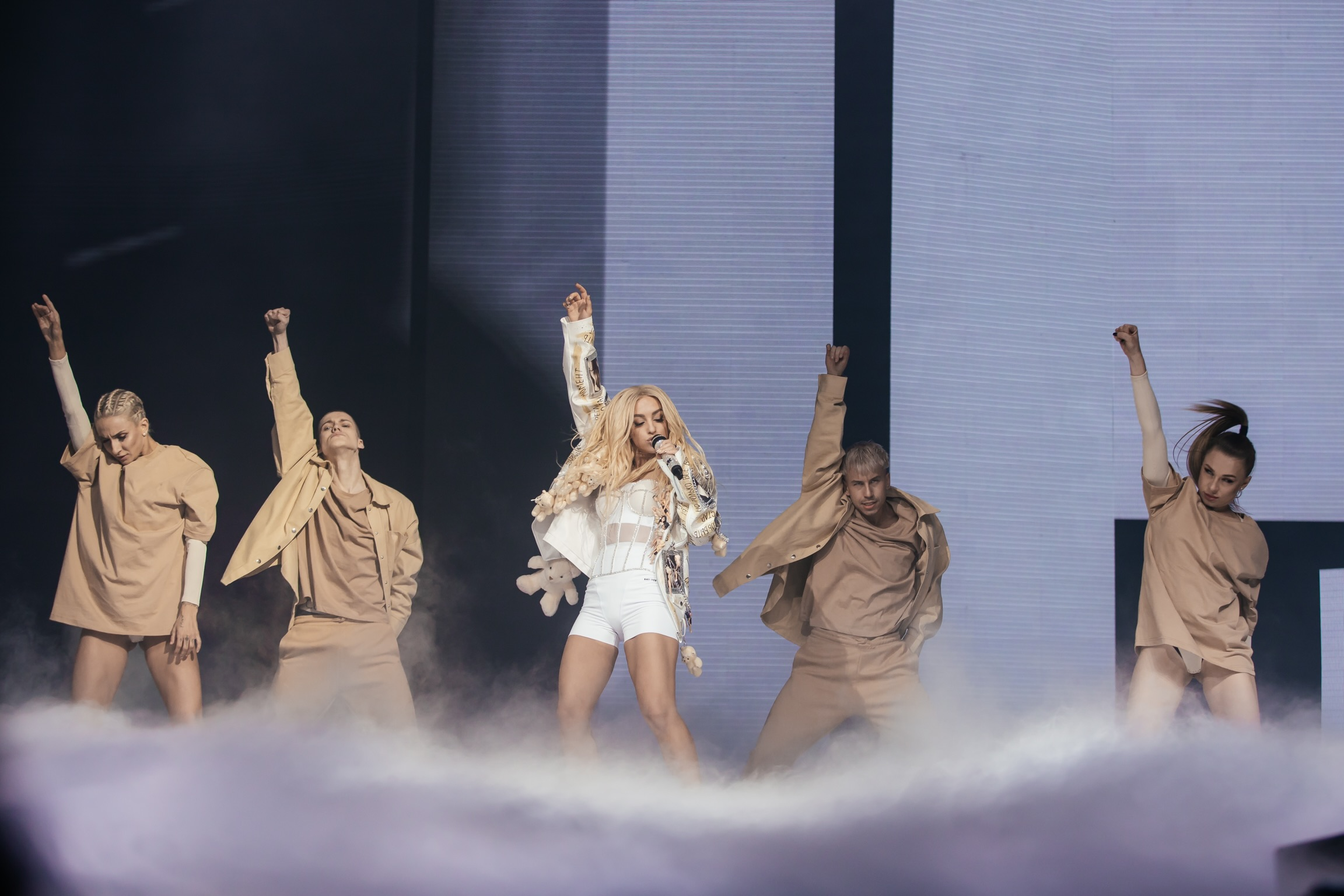
Mari Krajmbreri na cenách ЖАРА Music Awards (HORKÉ Hudební Ceny) v Crocus City Hall (Šafránová Městská Hala) 17. května 2022

1. dubna 2022 byla zpěvačka nominovaná na cenu ЖАРА Music Awards 2022 (Horké Hudební Ocenění 2022) v kategoriích Zpěvačka roku, Fan-klub roku, Album roku, Video roku, Nejlepší ženské video. Tím se umělkyně stala nejvíce nominovanou. Nominace vyhrála dvě a to v kategorii Zpěvačka roku a za hudební video k písni Самолёт (Letadlo) získala cenu Nejlepší ženské video.

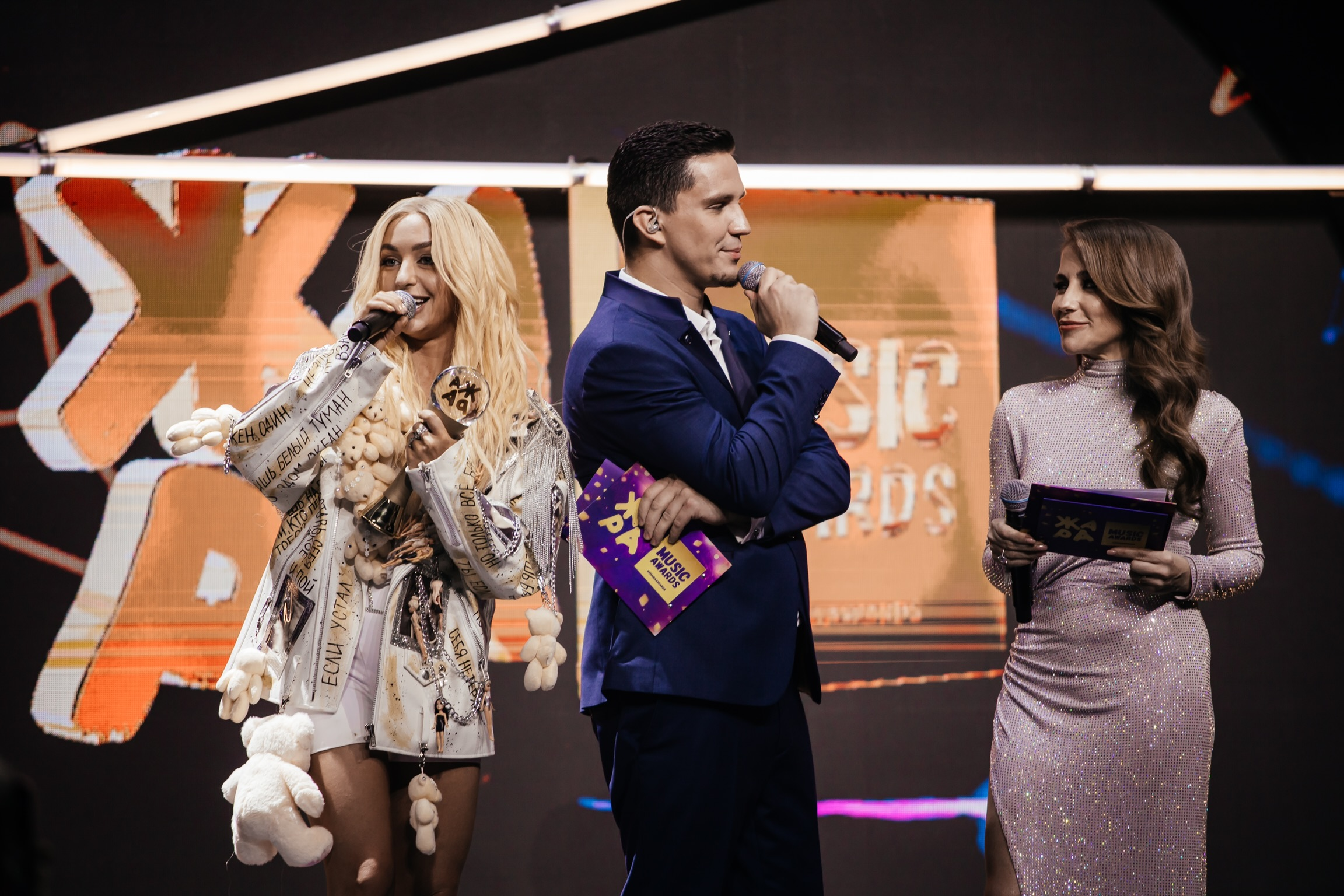
Mari Krajmbreri na cenách ЖАРА Music Awards (HORKÉ Hudební Ceny) v Crocus City Hall (Šafránová Městská Hala) 17. května 2022

Téhož měsíce na 11 ruských hudebních cenách televize RU.TV získala nominace v kategoriích Nejlepší videoklip, Hvězda tanečního parketu a Nejlepší duet. Podařilo se ji získat ocenění v kategorii Nejlepší duet za píseň Как дела, малыш? (Jak se máš, zlato?) a společně s ruským zpěvákem Zvonkim (Звонким) získala také speciální nominaci v kategorii Duety Bilana za píseň Ты не моя пара (Nejsi moje partnerka) společně s ruským zpěvákem Dima Bilanem.

## Osobní život

### Rodina
Otec- Vadim Žadan, matka- Ljudmila Žadan. Rodiče se nikdy něnovali umění a ani podnikáním v oblasti masové zábavy. Starší bratr Oleg Žadan pracuje jako programátor.
V roce 2009 se na internetu seznámila s chlapcem, do kterého se zamilovala a později se přestěhovala do Moskvy. Otec přes počáteční odpor k jejímu rozhodnutí se přestěhovat ale později souhlasil. Po pár letech se s přítelem rozešla a této události věnovala píseň Смогу ли я без тебя (Zvládnu to bez tebe), která měla velký úspěch na sociálních sítích.

### Skandály a incidenty
V prosinci 2020 při vystoupení na výročních cenách Zlatý gramofon došlo k incidentu mezi organizátory a zpěvačkou Loboda. Bodem sváru se stala rekvizita vany, kterou pro svoje vystoupení měla využít i zpěvačka Mari Kraimbreri. Loboda poprosila organizátory o číslování části jednotlivých vystoupení u rekvizity vany. To organizátory dopálilo a zpěvačce Loboda bylo vystoupení odepřeno z důvodu neprofesionálního chování.

## Názor kritiky

### Alexej Mažajev
Vydáním debutového alba NNK, přítáhlo pozornost ruského hudebního kritika agentury InterMedia Alexeje Mažajeva. Ve svém článku zdůraznil, že vydání bylo vhodné pro fanoušky rusky mluvícího městského popu, kteří jsou unaveni stylem zpěvačky Bjanki. Kritik říká, že Mari Krajmbreri našla v žánru osobitý styl, který nazval zlatý řez a označil písně z alba za melodické, chytlavé a srozumitelné.
Kritik mimo jiné ocenil i její první velký koncert v Moskvě pod názvem Не в адеквате!: Live in Moscow (Není odpovídající!: Živě v Moskvě) konaný 28. listopadu 2017 v klubu Moskva Hala, ve kterém se dle názoru kritika umělkyně neomezí jen na pár hodnotných písní se kterými debutovala, ale z talentované začátečnice se před očima stala velmi zajímavou umělkyní.
U recenze třetího studiového alba Nás zná celý svět (Část 2), se kritik domnívá, že album postrádá emoce a chytlavé refrény. Skladby Океан (Oceán), If You Love Me (Pokud Mě Miluješ) a Нас узнает весь мир (Nás zná celý svět) vybral jako nejlepší z alba.

## Diskografie

### Studiové alba
| Název                        | Překlad                    | Detail                                                                                             | Odkaz |
| ---------------------------- | -------------------------- | -------------------------------------------------------------------------------------------------- | ----- |
| ННКН                         | NNKN                       | - Vydání: 7. dubna 2017 - Vydavatelství: Rebel Age/Velvet Music - Format: digitální distribuce, CD | odkaz |
| Переобулась                  |                            | - Vydání: 30. března 2018 - Vydavatelství: Velvet Music - Formát: digitální distribuce, CD         | odkaz |
| Нас узнает весь мир (Part 1) | Nás zná celý svět (Část 1) | - Vydání: 19. března 2021 - Vydavatelství: Velvet Music - Formát: digitální distribuce             | odkaz |
| Нас узнает весь мир (Part 2) | Nás zná celý svět (Část 2) | V přípravě                                                                                         |       |

### Mini alba
| Název              | Překlad              | Detail                                            | Odkaz |
| ------------------ | -------------------- | ------------------------------------------------- | ----- |
| Всё пошло по весне | Vše neslušné na jaře | - Vydání: 6. dubna - Formát: Digitální distribuce | Odkaz |

### Koncertní alba
| Název                                                   | Překlad                                                   | Detail                                                                                 | Odkaz |
| ------------------------------------------------------- | --------------------------------------------------------- | -------------------------------------------------------------------------------------- | ----- |
| Мелкая здесь (Live at Adrenaline Stadium, Москва, 2019) | Drobná zde (Živě s adrenalinového stadionu, Moskva ,2019) | - Vydání: 19. srpna 2020 - Nakladatelství: Velvet Music - Formát: Digitální distribuce | Odkaz |

### Alba remixu (opakující se píseň v různém provedení)
| Název | Překlad | Detail                                                                                | Odkaz |
| ----- | ------- | ------------------------------------------------------------------------------------- | ----- |
| AMORE | LÁSKA   | - Vydání:19. října 2018 - Nakladatelství: Velvet Music - Formát: Digitální distribuce | Odkaz |

### Mini-alba remixu (opakující se píseň v různém provedení)
| Název                        | Překlad                           | Detail                                                                                 | Odkaz                   |
| ---------------------------- | --------------------------------- | -------------------------------------------------------------------------------------- | ----------------------- |
| AMORE                        | LÁSKA                             | - Vydání:31. května 2019 - Nakladatelství: Velvet Music - Formát: Digitální distribuce | odkaz                   |
| Я твoй клад (Remixes)        | Jsem tvůj poklad (Mixované verze) | - Vydání:31. května 2019 - Nakladatelství: Velvet Music - Formát: Digitální distribuce | odkaz                   |
| Полюби меня пьяную (Remixes) | Miluj mě opilou (Mixované verze)  | - Vydání: 7. srpna 2020 - Nakladatelství: Velvet Music - Formát: Digitální distribuce  | odstraněno z distribuce |
| Давай навсегда (Remixes)     | Buďme navždy (Mixované verze)     | - Vydání:18. září 2020 - Nakladatelství: Velvet Music - Formát: Digitální distribuce   | odstraněno z distribuce |

### Samostatné písně od roku 2012
| Rok  | Název                                                                        | Fonetický přepis            | Překlad                   | odkaz | Rok  | Název                                              | Fonetický přepis          | Překlad                  | Odkaz |
| ---- | ---------------------------------------------------------------------------- | --------------------------- | ------------------------- | ----- | ---- | -------------------------------------------------- | ------------------------- | ------------------------ | ----- |
| 2012 | Смогу ли я без тебя                                                          | Smogu li ja bez těbja       | Zvládnu to bez tebe       | odkaz | 2015 | Давай навсегда                                     | Davaj navsegda            | Nadobro                  | odkaz |
| 2012 | Остыла                                                                       | Ostula                      |                           | odkaz | 2015 | Друг (společně se Sašej Santoj)                    | Drug                      | Přítel                   | odkaz |
| 2012 | Антимужчины                                                                  | Antimužčiny                 |                           | odkaz | 2015 | Никого не хочу                                     | Nikogo ně choču           | Nikoho nechci            | odkaz |
| 2012 | Моё шоу                                                                      | Mojo šou                    | Moje estráda              | odkaz | 2015 | Поговори со мной                                   | Pogovori so mnoj          | Mluv se mnou             | odkaz |
| 2012 | Любви нет                                                                    | Ljubin nět                  | Bez lásky                 | odkaz | 2016 | Он тоже любит дым                                  | On tože ljubit dum        | Taky miluje kouř         | odkaz |
| 2012 | Пообещай (společně s iDNA)                                                   | Poobeščaj                   |                           | odkaz | 2016 | Давай навсегда (společně s T-killah)               | Davaj navsegda            | Nadobro                  | odkaz |
| 2013 | По ночному мегаполису                                                        | Po nočnomu megalolisu       | Pro noční megapolis       | odkaz | 2016 | Нравлюсь ли я ему                                  | Nravljus li ja jemu       | Líbím se mu              | odkaz |
| 2013 | Для всех нас теперь просто нет                                               | Dlja vsech těper prosto nět | Pro nás všechny prostě ne | odkaz | 2017 | Полюби меня пьяную                                 | Poljubi měnja pjanuju     | Miluj mě opilou          | odkaz |
| 2013 | Баю бай и bye bye bye                                                        | Baju Baj i bai bai bai      |                           | odkaz | 2017 | Не в адеквате                                      | Ně v aděkvatě             |                          | odkaz |
| 2013 | Осень                                                                        | Oseň                        | Podzim                    | odkaz | 2017 | Туси сам                                           | Tusi sam                  | Flámuj sám               | odkaz |
| 2013 | Новый год (společně se Sašej Titovym, Konstantinom Legostajevym a Dominikoj) | Novyj god                   | Nový rok                  | odkaz | 2017 | Она тебе не идёт                                   | Ona těbe ně iďot          | Nesluší ti               | odkaz |
|      | Дыши                                                                         | Duši                        | Dýchej                    | odkaz | 2017 | Холодно (společně s ЭММОЙ М a Lx24 při účasti Luxo | Cholodno                  | Chladno                  | odkaz |
|      | Никто не узнает                                                              | Nikto ně uznajet            | Nikdo se to nedozví       | odkaz | 2018 | Я хотела твою фамилию                              | Ja chotěla tvoju familiju | Chtěla jsem tvé příjmení | odkaz |
| 2014 | Лето (společně se Stěnom a gp. GENCHEV)                                      | Leto                        | Léto                      | odkaz | 2018 | Это, сука, взрыв                                   | Eto, suka vzryv           | Je to, zkurvený výbuch   | odkaz |
| 2014 | Двигай (Společně se Stěnom)                                                  | Dvigaj                      | Pohyb                     | odkaz | 2018 | На тату                                            | Na tatu                   | Na tetování              | odkaz |
| 2014 | Парадоксы                                                                    | Paradoxy                    | Paradoxy                  | odkaz | 2018 | AMORE                                              | AMORE                     | LÁSKA                    | odkaz |
| 2014 | #КаждыйДеньКальян                                                            | KaždyjDěnKaljan             | KaždýDenVodnídýmku        | odkaz | 2018 | Золото (společně se zpěvákem KARTASHOW)            | Zoloto                    | Zlato                    | odkaz |
| 2014 | Больше не встретимся                                                         | Bolše ně vstretimsja        | Již se více nesetkáme     | odkaz | 2018 | Я нашла свой почерк                                | Ja našla svoj počerk      | Našla jsem svůj rukopis  | odkaz |

### Samostatné písně od roku 2019
| Rok  | Název                                   | Fonetický přepis     | Překlad             | odkaz | Rok  | Název                                     | Fonetický přepis      | Překlad              | Odkaz |
| ---- | --------------------------------------- | -------------------- | ------------------- | ----- | ---- | ----------------------------------------- | --------------------- | -------------------- | ----- |
| 2019 | 31 февраля (společně s raperem Guf)     | 31 fevralja          | 31 února            | odkaz | 2021 | Ты меня не забудешь                       | Ty menja ně zabuděš   | Nezapomeneš na mě    | odkaz |
| 2019 | Я твой клад                             | Ja tvoj klad         | Jsem tvůj poklad    | odkaz | 2021 | Хлопаю в две ладоши                       | Chlodaju v dvě ladoši | Já tleskám           | odkaz |
| 2019 | Мне так хорошо                          | Mně tak chorošo      | Mě je tak dobře     | odkaz | 2021 | Как дела, малыш? (společně se Zvonkij)    | Kak děla, malyš?      | Jak se máš, zlato?   | odkaz |
| 2019 | Голая в белой майке                     | Golaja v běloj majke | Nahá v bílé košili  | odkaz | 2021 | Ты не моя пара (совместно с Димой Биланом | Ty ně moja para       | Nejsi moje partnerka | odkaz |
| 2019 | Мелкая здесь                            | Melkaja zděs         | Drobná zde          | odkaz | 2021 | Питер                                     | Pitěr                 |                      | odkaz |
| 2019 | На каблучках (při účasti M.Hustler)     | Na kablučkach        | Na podpatcích       | odkaz | 2021 | Глупая                                    | Glupaja               | Hloupá               | odkaz |
| 2019 | Спасибо за всё, мам (společně s Jolkou) | Spasibo za vsjo, mam | Děkuji za vše mami  | odkaz | 2021 | Не домой (společně с Amirchik)            | Ně domoj              | Ne doma              | odkaz |
| 2020 | Пряталась в ванной                      | Prjatalas v vannoj   | Schovaná v koupelně | odkaz | 2022 | Если устал                                | Jesli ustal           | Když jsi unavený     | odkaz |
| 2020 | Одинокий тип                            | Odinokij til         | Osamělý typ         | odkaz | 2022 | Relax                                     |                       | Odpočívat            | odkaz |
| 2020 | Апрель                                  | Aprel                | Duben               | odkaz | 2022 | Пoнапрoшку                                | Ponaprošku            |                      | odkaz |
| 2020 | Успей вернуться (při účasti M.Hustler)  | Uspěj věrnuťsja      | Úspěch návratu      | odkaz | 2022 | Шкура (společně s Klavou Koka)            | Škura                 | Kůže                 | odkaz |
| 2020 | My май                                  | Mu maj               | Můj květen          | odkaz |      |                                           |                       |                      |       |
| 2020 | Прага. Июнь                             | Praga.Ijun           | Praha. Červen       | odkaz |      |                                           |                       |                      |       |
| 2020 | Океан                                   | Okean                | Oceán               | odkaz |      |                                           |                       |                      |       |
| 2020 | Я не забуду (společně s Max Box)        | Ja ně zabudu         | Nezapomenu          | odkaz |      |                                           |                       |                      |       |
| 2020 | Медляк (společně s HammAli)             | Medljak              |                     | odkaz |      |                                           |                       |                      |       |
| 2020 | Новогодний вайб (společně s Jolkou)     | Nobogodnij bajb      | Novoroční atmosféra | odkaz |      |                                           |                       |                      |       |
| 2021 | Самолёт                                 | Samoljot             | Letadlo             | odkaz |      |                                           |                       |                      |       |
| 2021 | Холостяк                                | Cholostjak           |                     | odkaz |      |                                           |                       |                      |       |
| 2021 | If You Love Me (při účasti Alex Davia)  | If Ju lav mi         | Pokud Mě Miluješ    | odkaz |      |                                           |                       |                      |       |

## Videoklipy
| Rok  | Název                                                                          | Fonetický přepis            | Překlad                 | Odkaz |
| ---- | ------------------------------------------------------------------------------ | --------------------------- | ----------------------- | ----- |
| 2012 | Любви нет                                                                      | Ljubi nět                   | Bez lásky               | odkaz |
| 2014 | Дыши                                                                           | Duši                        | Duše                    | odkaz |
| 2014 | #КаждыйДеньКальян                                                              | KaždyjDěnKaljan             | KaždýDenVodnídýmku      | odkaz |
| 2015 | Давай навсегда                                                                 | Davaj navsegda              | Nadobro                 | odkaz |
| 2015 | Больше не встретимся                                                           | Bolše ně vstretimsja        | Již se více nesetkáme   | odkaz |
| 2015 | Поговори со мной                                                               | Pogovori so mnoj            | Mluv se mnou            | odkaz |
| 2016 | Он тоже любит дым                                                              | On tože ljubit dym          | Taky miluje kouř        | odkaz |
| 2016 | Мы останемся в городе одни (videoklip a píseň Lx24 při účasti Mari Krajmbreri) | My ostaněmsja v gorodq odni | Zůstaneme ve městě sami | odkaz |
| 2017 | Полюби меня пьяную                                                             | Poljubi měnja pjanuju       | Miluj mě opilou         | odkaz |
| 2017 | Не в адеквате                                                                  | Ně v aděkvatě               |                         | odkaz |
| 2017 | Туси сам                                                                       | Tusi sam                    | Flámuj sám              | odkaz |
| 2017 | Она тебе не идёт                                                               | Ona těbe ně iďot            | Nesluší ti              | odkaz |
| 2018 | Холодно (společně s ЭММОЙ М a Lx24 při účasti Luxo )                           | Cholodno                    | Chladno                 | odkaz |
| 2018 | Красная луна                                                                   | Krasnaja luna               | Krásný měsíc            | odkaz |
| 2018 | На тату                                                                        | Na tatu                     | Na tetování             | odkaz |
| 2018 | Это, сука, взрыв!                                                              | Eto, suka vzryv!            | Je to, zkurvený výbuch! | odkaz |
| 2018 | Палево                                                                         | Palevo                      |                         | odkaz |
| 2018 | AMORE                                                                          | AMORE                       | LÁSKA                   | odkaz |
| 2018 | Я нашла свой почерк                                                            | Ja našla svoj počerk        | Našla jsem svůj rukopis | odkaz |
| 2019 | Я твой клад                                                                    | Ja tvoj klad                | Jsem tvůj poklad        | odkaz |
| 2019 | Мне так хорошо                                                                 | Mně tak chorošo             | Mě je tak dobře         | odkaz |
| 2019 | Голая в белой майке                                                            | Golaja v běloj majke        | Nahá v bílé košili      | odkaz |
| 2019 | Мелкая здесь                                                                   | Melkaja zděs                | Drobná zde              | odkaz |
| 2020 | Пряталась в ванной                                                             | Prjatalas v vannoj          | Schovaná v koupelně     | odkaz |
| 2020 | Океан                                                                          | Okean                       | Oceán                   | odkaz |
| 2021 | Самолёт                                                                        | Samoljot                    | Letadlo                 | odkaz |
| 2021 | Воля не моя                                                                    | Volja ně moja               | Přání není moje         | odkaz |
| 2021 | Как дела, малыш? (společně se Zvonkim)                                         | Kak děla, malyš?            | Jak se máš, zlato?      | odkaz |
| 2021 | Ты не моя пара (совместно с Димой Биланом                                      | Ty ně moja para             | Nejsi moje partnerka    | odkaz |
| 2021 | Глупая                                                                         | Glupaja                     | Hloupá                  | odkaz |
| 2022 | Если устал                                                                     | Jesli ustal                 | Když jsi unavený        | odkaz |

## Ceny a nominace

### Zlatý gramofon
Jedna z nejvýznamnějších hudebních cen v Rusku rozhlasové stanice Russkoje radio, ve které umělkyně dosáhla dvakrát na ocenění ve tvaru zlatého gramofonu.
| Rok  | Práce              | Výsledek  | poznámka |
| ---- | ------------------ | --------- | -------- |
| 2020 | Пряталась в ванной | vítězství | [ 41 ]   |
| 2021 | Океан              | vítězství | [ 42 ]   |

### MTV Evropské hudební ceny
V říjnu 2021 byla zpěvačka poprvé nominována na jednu z cen MTV-MTV Evropské Hudební Ceny v kategorii Nejlepší ruský interpret.
| Rok  | Nominace                | Nominovaný      | Výsledek | poznámka |
| ---- | ----------------------- | --------------- | -------- | -------- |
| 2021 | Nejlepší ruský interpre | Mari Krajmbreri | nominace | [ 43 ]   |

### MTV Rusko
V prosinci 2021 byla zpěvačka spolu s dalšími 9 umělci uznána jako Hudebník roku.
| Rok  | Nominace      | Nominant        | Výsledek  |  |
| ---- | ------------- | --------------- | --------- |  |
| 2021 | Hudebník roku | Mari Krajmbreri | vítězství |  |

### Ceny RU.TV
Ceny hudební ruské televizní stanice RU.TV
| Rok  | Nominace                 | Práce                                                      | Výsledek  | Poznámka |
| ---- | ------------------------ | ---------------------------------------------------------- | --------- | -------- |
| 2021 | Nejlepší zpěvačka        | —                                                          | nominace  |          |
| 2022 | Nejlepší duet            | Как дела, малыш? (Jak se máš, zlato?) (společně se Zvonki) | vítězství | [ 44 ]   |
| 2022 | Nejlepší videoklip       | Как дела, малыш? (Jak se máš, zlato?) (společně se Zvonki) | nominace  | [ 44 ]   |
| 2022 | Hvězda tanečního parketu | —                                                          | nominace  | [ 44 ]   |
| 2022 | Fan nebo Profan          | —                                                          | nominace  | [ 44 ]   |
| 2022 | Duety Bilana             | Ты не моя пара (Nejsi moje partnerka)                      | vítězství | [ 44 ]   |